# 육지금마
《육지금마》(중국어: 六指琴摩)는 1994년에 개봉한 홍콩 영화이다.

## 출연
- 임청하 - 황아미
- 원표 - 황린
- 유가령 - 담월화

## 한국판 성우진(SBS)
- 권희덕 - 황아미(임청하)
- 홍시호 - 황린(원표)
- 정미숙 - 담월화(유가령)
- 황원 - 담월화의 스승(우마)
- 온영삼 - 귀성(임위)
- 김규식 - 황린의 아버지(소영생)
- 노민 - 황린의 스승(진룡)
- 김창주 - 육지(량파봉)
- 기경옥 - 화청하(정상)
- 김준 - 한평(리건)
- 장승길 - 한평의 아버지(종발)
- 김태웅 - 동방백(서금강)
- 서문석 - 귀성의 큰 아들(왕력)
- 이승환 - 귀성의 작은 아들(왕선소)